# Heliohebe pentasepala
Heliohebe pentasepala là một loài thực vật có hoa trong họ Huyền sâm. Loài này được (L.B. Moore) Garn.-Jones mô tả khoa học đầu tiên năm 1993.